# Santuario della Beata Vergine dei Campelli
Il santuario della Beata Vergine dei Campelli è un luogo di culto cattolico di Olmo al Brembo in provincia e diocesi di Bergamo, e fa parte del vicariato di Branzi-Santa Brigida-San Martino oltre la Goggia. Il santuario prende il nome dalla località Corna dei Campelli dove avvenne l'evento ritenuto miracoloso.

## Storia
L'edificio di culto fu costruito nella prima metà del Settecento, come indicato in molti legati vincolati alla costruzione di un oratorio datati tra il 1752 e il 1756. Non vi sono indicate visite pastorale precedenti a queste date che invece vi erano state sul territorio di Olmo al Brembo. Per tradizione popolare sul territorio si era verificato più di un evento ritenuto miracoloso, episodi che avrebbero portato la comunità a desiderare la costruzione di un luogo di culto.
Nel 1767 don Angelo Mazzoleni in un appunto vergato, descrisse l'evento, ritenuto miracoloso, di due tagliaboschi che caddero rovinosamente per un pendio, restarono inspiegabilmente incolumi, e nel medesimo anno una donna anziana che deambulava solo con le stampelle, avvicinatasi a pregare presso l'edicola con una raffigurazione mariana, guarì facendo ritorno a casa sana. Questi eventi erano indicati dal sacerdote come prodigiosi.
Il fatto che invece viene maggiormente ricordato è quanto accorso a un nobile viaggiatore. Questi era sul suo cavallo lungo l'antico sentiero verso Olmo quando, nel tratto dove vi era una ripida scarpata detta corna dei Canpelli, il cavallo inciampò cadendo nel burrone trascinando anche il suo cavaliere, che vedendosi sbalzare invocò il soccorso della Vergine, ritrovandosi a terra proprio vicino all'antica edicola, sano e salvo come sano era il suo cavallo. Quale forma di ringraziamento fece dipingere sulla roccia l'immagine della Madonna con il Bambino che regge in mano il mondo. Di questo fatto non vi è datazione se non che sul luogo dell'evento fu edificato il santuario.
Nel 1759 a chiesa doveva esser ultimata come risulterebbe dal lascito testamentario del veneziano Martino Gianati che lasciò un beneficio per la celebrazione di una messa mensile nell'oratorio mariano di Olmo al Brembo. La chiesa fu decorata con affreschi successivamente. Nel XIX secolo furono eseguiti lavori esterni all'edificio con la costruzione del sagrato. Il Novecento fu oggetto di ulteriori lavori con i decori di Guido Calegari e negli anni cinquanta dall'artista da Ferno Taragni. IL presbiterio fu ridisegnato nel 1784. In seguito all'adeguamento liturgico fu posto il nuovo altare verso il popolo, che fu anche oggetto di furto, che costrinse alla posa di un nuovo altare.

## Descrizione

### Esterno
L'edificio di culto è posto in quota inferiore della viabile urbana anticipato dal sagrato di piccole dimensioni con pavimentazione in battuto di cemento delimitato da un alto muro. Il fronte principale diviso in due ordini, di cui quello inferiore in pietra sagomata, mentre quello superiore intonacato. Il portale posto centralmente con contorno in pietra sagomata è affiancato da due finestre sempre con contorno in pietra e complete di inferriate. L'ordine superiore è tripartito dal dipinto che raffigura le lesene che reggono la trabeazione e il timpano. La facciata presenta una finestra e due spioventi del tetto molto aggettanti.

### Interno
L'interno a pianta rettangolare, con volta a botte e a unica navata divisa da lesene in due campate. Le lesene sono complete di basamento e coronate da capitelli che reggono la trabeazione con cornicione. Il dipinto del miracoloso evento è posto a destra della seconda navata. La volta ha due medaglioni affrescati raffiguranti Nascita di Maria e Immacolata concezione. La zona presbiteriale a pianta rettangolare con volta a botte, è rialzata da due gradini termina con coro absidato con volta a botte che ospita l'affresco raffigurante l'Incoronazione di Maria, del pittore Marcello Arzuffi.